# Gabriel van Zweden

Monogram voor Gabriel van Zweden

Gabriel Carl Walther (Stockholm, 31 augustus 2017) (Zweeds: Gabriel Carl Walther, Prins av Sverige, Hertig av Dalarna) is een Zweedse prins.
Gabriel is het tweede kind van de Zweedse prins Carl Philip en prinses Sofia. Hij heeft nog een oudere broer prins Alexander, een jongere broer prins Julian en een jonger zusje prinses Ines. 
Hij is het zesde kleinkind van de Zweedse koning Karel XVI Gustaaf. De prins draagt de titel hertog van Dalarna.
Hij is zesde in lijn voor de Zweedse troonopvolging, na zijn tante, nicht, neef, vader en broer. 
Op 1 december 2017 werd Gabriel gedoopt. Zijn peetouders zijn: 
- prinses Madeleine (zus Carl Philip)
- Sara Hellqvist (zus Sofia)
- Oscar Kylberg (vriend en zakenpartner Carl Philip)
- Carolina Pihl (vriendin Sofia)
- Thomas de Toledo Sommerlath (neef Carl Philip).

Bij zijn doop werd hij tevens als lid opgenomen in de Orde van de Serafijnen